# FOMO

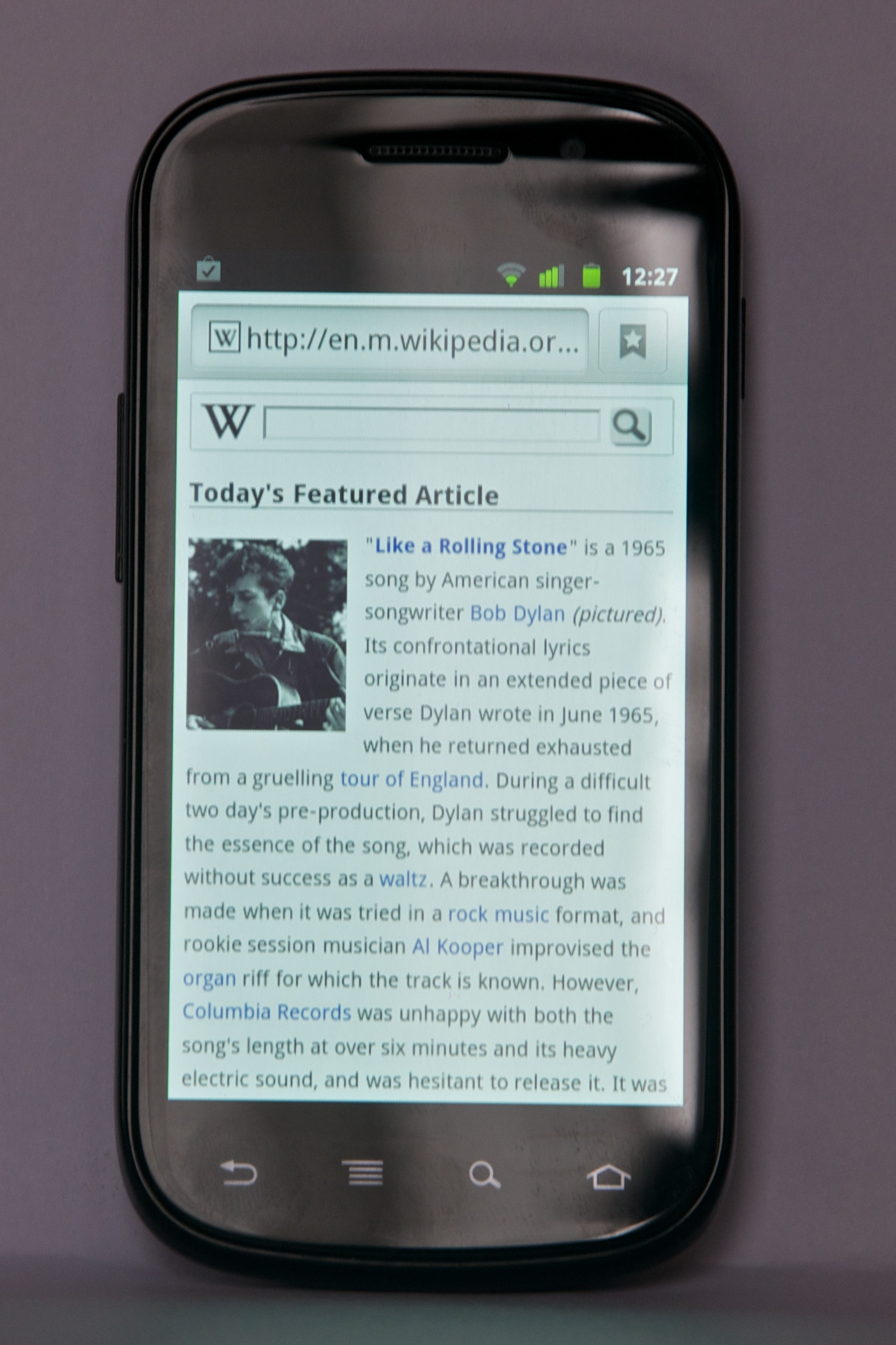
今やスマートフォンは常時、公私にわたりネットワークにつながり続けることを可能にした。こうなると「何か見逃しているものはないか」とひっきりなしに更新やメッセージをチェックせずにいられなくなることもある。

FOMO（英: fear of missing out、フォーモ、取り残されることへの恐れ）とは、「自分が居ない間に他人が有益な体験をしているかもしれない」、と言う不安に襲われることを指す言葉である。
また、「自分が知らない間に何か楽しいことがあったのではないか」、「大きなニュースを見逃しているのではないか」と気になって落ち着かない状態も指すことから、
「見逃しの恐怖」とも言う。社会的関係がもたらすこの不安は、「他人がやっている事と絶え間なくつながっていたい欲求」と言う点で特徴づけられる。
FOMOはまた「後悔に対する恐れ」とも言え、それは社会関係、画期的体験、高収益な投資、その他の満足すべき出来事の機会を逃すかもしれないと言う、やむにやまれぬ心配を引き起こしかねない。言い換えれば、FOMOは「状況がどう変化しうるか想像できる」がゆえに、時間の使い方を間違えることに対する恐れを恒久化する。
自己決定理論によると、「他者と結びつき、一体になりたい」という感情は真っ当な心理的欲求であり、それはその人の精神的健康状態に影響する。この理論の枠組みにおいて、そうした欲求が満たされていない、という一時的あるいは長期的な認識が引き起こす自己調整状態としてFOMOを捉えることができる。
技術の発展に伴ない、人々の社会的コミュニケーションは直の対面からオンライン上のものへと拡張してきた。一方で、現代的な技術（例えば携帯電話やスマートフォン）と SNS（例えばFacebookやTwitter）は、安価な「入場料」をもって人々が社会的につながりあうという類まれな機会をもたらした。しかしもう一方で、そうして影響を受けたコミュニケーションのありようはインターネットへのさらなる依存を恒久化する。オンラインでいることへの心理的依存は、関係が途切れたと感じた時の不安につながり得るものであり、それによりFOMOやネット依存症が引き起こされる。結果として、FOMOは悲観的な気分や憂鬱な感情を引き起こしかねないために、精神的健康状態に悪影響を与えるものと捉えられる。

## 研究史
この現象は1996年、オクラホマ州立大学准教授でマーケティング戦略が専門のダン・ハーマンが最初に明らかにした。2000年5月、ハーマンはその研究成果を『ザ・ジャーナル・オブ・ブランドマネジメント』誌で初めて学術論文として発表した。
作家のパトリック・J・マクギニスは「FOMO」という新語を作り、2004年、ハーバード・ビジネス・スクール (HBS) の雑誌『The Harbus』の特別記事面に「マクギニスの2つの FO：HBS における社会理論」という論説を発表してその語を知らしめた。その論説においてマクギニスは、FOMOと、それに関係する状態として FoBO（英: fear of a better option、より良い選択を逃すことへのおそれ）を取り上げ、学校での社会生活におけるそれらの役割について言及した。FOMOの語源は、2004年の『Harbus』誌に教員のジョウジフ・レイグルが載せた記事にたどることもできる。
FOMOは、近年に現われ増えつつあるソーシャルメディア中毒に起因する。研究者のデービッド・ブラックウェルらは、ソーシャルメディア中毒で起こり得るある種の徴候の影響について論じた。この論文は、ソーシャルメディア中毒を構成するものは何か、そしてどのように中毒へ至るのか、というところから始まる。そしてソーシャルメディア中毒とは、ソーシャルメディアの使用を自制できず、それが実生活に悪影響を及ぼし得るようになった状態と定義した。彼らは、ソーシャルメディア中毒になっている、あるいはなりつつあることを示す4つの主な兆候に焦点を当てた。それは外向性、精神症状態、愛情の示し方、そしてFOMOである。それらの人格的特性により、メディアへの依存度が測りやすくなる。
FOMOは単なる心理現象であることもあるが、（例えば発汗といった）異なる身体的反応や現実の行動を引き起こすこともある。米国と英国で行なわれた研究によると、ミレニアル世代の大部分はFOMOゆえに何に対しても肯定的に捉えたがっていた。また回答者の半分以上は、「物事や新しい興味を深く掘り下げるのに充分な労力や時間を殆ど取れない」と述べていた。さらにFOMOは、ソーシャルメディアの使用を増やす動機として作用し、教室での学習や自動車の運転から注意を逸らさせることもある。加えて、メールやソーシャルメディアの更新を絶えずチェックしてしまうような不健康なデジタル習慣は、悪化して現在の社会的交流への関わりが不充分になりかねない。
現実世界での社会活動に関する影響に加えて、FOMOは長期的な目標や当人の自己認知の形成にも影響を与え得る。回答者の約半分は、時流についていくために必要な情報の大量さに途方に暮れており、何かを見逃さずにいることは殆ど不可能だと答えている。相対的剥奪の進行を通じて、FOMOは自分の体験に不満を感じ、何か物足りない気分にさせる要因にもなっているとされる。
さらにFOMOは人々の総合的な精神的健康に好ましくない役割を果たす。ソーシャルメディアの使用を通じ、FOMOは退屈さや孤独といったネガティブな社会的・精神的体験を引き起こすと考えられている。2013年のFOMOに関する実証研究によると、FOMOは人の全般的な気分や生活満足度にネガティブな影響を与えるものであり、これは以前からの研究結果とも合致する。
認知に対する影響という点で見ると、FOMOは、「何かとの関係を断つことは何かと関係を持つことだ」という信念をさらに固めることがある。つまりFOMOによって、現在の人間関係を打ち捨て、自分が乗り移ろうとしているものは必ずしもより良いとは限らず、単に目新しいだけだと悟ることなく、他者とのより良くより楽しい関係を追い求めるよう駆り立てられる人もいる。さらに、社会的交流のチャンスを逃したくない、あるいは時流に常についていかなければならないという事があまりに強く意識されて、身の安全が疎かになることもある。例えば、車を運転しながらメールを打っている人を見かけることはよくある。

## 原因と相互関係
心理的欲求という理論的観点から見ると、FOMOは、心理的欲求の充足が状況によってあるいは長期的に不充分であるため起こるのであり、社会にそれが蔓延すると人々の社会生活はますます裸にされ、リアルタイムな情報の量は増加してゆく。使用・満足感評価によると、人々は特定の欲求を満たすため、具体的には情報を探したり、社会的活動を通じて他者との関係を維持したりするために、ソーシャルメディアを積極的に選び使用する。
FOMOにとりつかれた人にとって、ソーシャルメディアに没頭することは、比較的低コストで社会的につながる便利なツールであるゆえ、素敵な体験になりうるだろう。
自己決定理論によると、能力、自立性、関連性における個人の精神的な満足感は、人間が持つ3つの基本的な精神的欲求から成り立っている 。その欲求が低いレベルでしか満たされていない人ほど、FOMOを強く訴える傾向があった。言い換えれば、基本的な精神的欲求とFOMOの間に強い相関関係があることが分かった。加えて、ほぼ10人に4人がFOMOを時々あるいはしばしば感じると訴えていた。FOMOは年齢と負の相関関係があると分かっており、男性は女性よりFOMOを訴えやすい傾向がある。
メリアム＝ウェブスターが明らかにした別のタイプは、注意と興味が自分に外部にあるものへ完全に向けられる時に起こる。外向性の高いの人は、打ち解けて非常に寛いでいるということである。これは、外向性と、より高頻度のソーシャルメディア使用には関連性があることを明らかにしている。彼らは、仲間内での存在感と他者とのつながりをより強めるプラットフォームとして、ソーシャルメディアを使う。
神経質な人間であることを表す性格次元の神経症傾向は、感情的な優柔不断さを含意している。これはソーシャルメディアの使用およびネット依存と相関があることが分かってきている。普通の人よりも神経症傾向が高く悩んでいる人ほど、FacebookやTwitterといったソーシャルメディア・アプリにより惹きつけられやすい。彼らがそれらのアプリを使うのは、友人から肯定してもらうことで自分の存在の正当性を確認しようとする試みなのである。彼らがそうしたプラットフォームを使うのは、直に会うよりソーシャルメディアを使った交流の方が、彼らにとって容易だからだ。
愛情の示し方は、ソーシャルメディアの使用から大きく影響を受ける。ソーシャルメディアは人々が他者と常につながっていられるようにするため作られた。関係性の維持はその人の愛着の示し方に大きく根差しており、愛情を示すにも心配性が付きまとう人は、より不安を感じやすく、パートナーからの安心させる言葉を頻繁に求める傾向がある。ソーシャルメディアはパートナーと常時接触できる手段を提供するため、こうした状況を悪化させることがある。しかし心配性のパートナーに安心させる言葉を常時届けられる点で関係の維持に役立つこともある。ソーシャルメディアは即座の返信を必要としないコミュニケーション手段を提供するという事実は、人間関係で悩んでいる人にとって、ためらいや気まずい沈黙を心配することなく何を言いたいか考えることを可能にする。心配性な愛情の示し方をする人と頻繁にソーシャルメディアを使う人とで人間像に重なりがあるかという点は幾分曖昧なところがあるが、研究者らは一方がもう一方の徴候を示す根拠に充分なると考えている。
Facebook、Foursquare、Twitter のようなソーシャルメディアは、社会的なつながりを求めるためのテクノロジー（技術）であり、より深いレベルでの社会参加の望みを提供してくれる。しかし、不健康な IT 習慣は、対面でのコミュニケーションに充分関われないようにさせることがある。
人が何かを考えたり感じたまさにその時、それを他人と共有することで自分が何者であるかを規定するようにテクノロジーを使う時、その人は間接的に「私はシェアするゆえに私である」というメッセージを伝えているのであり、それは他人とのつながりやコミュニケーションの本質を歪めて理解させることもある。もし、より多くの人が他人とシェアし関心を惹こうと目新しいものを探し求めるようになったら、彼らは次第により孤独と空虚さを感じるかもしれない。
ソーシャルメディアはFOMOという感覚に大きな影響を与える要素となってきている。人々がソーシャルメディアによってネガティブな感情を膨らませるのは、他人の投稿や生活への妬みゆえである。ソーシャルメディアは絶えずフィードを更新し、まさにいま他人が何をしているか見つけられる、アクセス容易な中心地を作り出してきた。Snapchat はこのアイデアを次の段階に進めている。ユーザーが投稿する、24時間で消える一連の写真・動画からなるストーリーは、彼らの生活の殆ど全てにわたっている。例えば、ちょうど食べている食事の写真から、参加しているカントリー・ミュージックのコンサートの動画といったものである。これにより、友人が昨日を通して得た全ての楽しい体験を知ることができ、まさにFOMOのスイッチが入るわけである。ドイツの2つの大学の研究者らはFacebookのデータを分析し、人々は友人らの一見「完璧」な生活を見ることにより、ソーシャルメディアを使う時にネガティブな気分になることを明らかにした。FOMOを感じる人々は、常に「つながったまま」でいる必要を感じるがゆえに、ソーシャルメディアによりのめり込み易い。ソーシャルメディアとスマートフォンが登場する以前、人は、一般的には友人たちと一緒に居ることで彼らが何をしているかを知るだけだった。しかし今日、人々はボタンをクリックすることで見逃したものを探すことができる。
「ミレニアル世代」とは、2015年の時点で大学等に通っている学生を指す。彼らは携帯電話を使った音声通話やテキストメッセージを、互いにコミュニケーションする手段として、友人や家族とやりとりするという対人交流に強い関心を寄せている。しかしこれは、良い面もあるが悪い面もある。良い面としては、個々人が他者とつながり続け、サポートを受けてストレスを軽減する助けとなる点がある。しかし悪い面としては、学生にとって気を散らす原因となり得るだけでなく、強いストレスにつながることである。加えてソーシャルメディアは、抑鬱や不安などから来る嗜癖行動のはけ口となり得る。
研究者のアマンディープ・ディールらは、ソーシャルメディアの利用とFOMOに関連して、抑鬱が起こる可能性について論じている。彼らは抑鬱というものを、「人々が喜びを感じない、あるいは感じるにしてもごく僅かという心的状態」と説明する。そして「抑鬱には感情における2つの両極が存在する」と述べる。すなわち楽観的で上機嫌な傾向が弱く、悲観的で不機嫌な傾向が強いという状態である。抑鬱に陥っている人は、心痛、悲哀、苦悩、その他の激しい感情の波や徴候を経験する。抑鬱は、日常の活動を阻害し、集中力、睡眠、食欲、その他の妨げとなる。何年にもわたり研究者らは、ソーシャルメディアの利用が抑鬱を引き起こすことを明らかにしてきた。人はメディアに晒されれば晒されるほど、抑鬱に対して脆弱となり、それはFOMOやその他のメディアがもたらす不安によってさらに悪化することもある。
不安とは、「人が困難な立場や恐れを心配する心の状態」と定義される。伝承文学は、心配性の人が多くの病気に罹りやすいことを示している。「心配性の人は自分の不安な状態を『解決しづらい、慢性の免れがたいもの』と捉えている」、という考えに、研究者らは異議を唱えている。心配性の人は不安な状態でいる間、疲労し肉体的な苦痛を感じる傾向にある。
研究者らは近年、ソーシャルメディア利用者の間での不安感の蔓延について研究を始めてきている。不安を感じてソーシャルメディアを使う人は、却ってソーシャルメディアを高頻度で使うといったような、異なった対処法に戻りがちである。心配性の利用者は不安を紛らわせるために、自分がソーシャルメディアの一員であり注目を集めたいという感覚を得ようとすることによって、よりソーシャルメディアにのめり込む。

## 広告・マーケティングにおいて
新しいテクノロジーの時代において、広告やマーケティング企業がFOMOに訴えようとするのは珍しいことではない。ブランドや企業は顧客に対し「見逃してはいけない」体験や特売をよく広告する（例えば、AT&T の「乗り遅れるな」キャンペーン、デュラセル・パワーマットの「責任と共に」キャンペーン、ハイネケンの「日の出」キャンペーン）。特にハイネケンの「日の出」キャンペーンは、「飲みすぎてパーティの山場を見過ごしてしまう」という情景を描き、飲酒は健康へのリスク云々というよりありふれた警句を避けながら、節度のある飲酒を促すよう努めている。しかし、広告やキャンペーンにおいてブランドがFOMOを抑制するような傾向もあり、例えばネスカフェの「生活に目覚めよう」キャンペーンが挙げられる。
FOMOはまた、テレビ視聴率を高めると考えられている。特定の人の近況や社会的な大イベントをリアルタイムに伝えることは、メディア消費量を高め、情報伝播を速める。スーパーボウルに関するリアルタイムのツイートはテレビ視聴率と相関関係にあるが、それはFOMOによる訴えかけとソーシャルメディア利用の普及ゆえである。

## アメリカの大衆文化において
- アメリカのテレビドラマ『ママと恋に落ちるまで』の「ブリッツの呪い」において[3]、登場人物が楽しい出来事を取り逃す呪いが描かれ、それは特に楽しい出来事が始まる直前にその場を立ち去らせてしまうというものである。この呪いがFOMOへの強い執着を助長し、登場人物は自分が何も取り逃していないか常時確認しようとする[3]。あるシーンでは、この呪いによってバーニー・スティンソン（演：ニール・パトリック・ハリス）は物理法則を超越したコイントスといった興味深い出来事を見逃してしまう[3]。

- FOMOはアメリカのテレビドラマ『オレンジ・イズ・ニュー・ブラック』の全編を貫くテーマの一つであり、特にシーズン5は「Riot FOMO」（暴動に乗り遅れるな）というエピソードから始まり、様々な登場人物が持つ多種多様なFOMOを強調している。

例えば、女性受刑者たちが子供や家族の生活の重大イベントに立ち会えないという、FOMOや関係維持への努力について語り合うところに現われたり、恋人やキーパーソンが面会あるいはネットやニュースを通じて刑務所内で何が起こっているか知ろうとするところに現われたり、没収された携帯電話やコンピューターを使って娑婆の近況を知ろうとするところに現われたり、ジルコニアが言うようにテレビ番組が「もう話すことが無くなっても何かを話し続ける」ところに現われたり、諍いから距離をとりたい人と起こっている事を知りあるいは当事者にすらなりたいと思う人との溝に現われたりする。
男に対して望まれないストーキングを行なって収監されたロコ・ローナと、自分の大事な人が女友達と親密にしていることを示すソーシャルメディアの写真を見てますます気が動転するケーシーは、恋愛関係におけるFOMOに対する極端な反応を示している。